# Vito D'Ambrosio
Vito D'Ambrosio (Pescara, 3 aprile 1943) è un politico ed ex magistrato italiano.

## Biografia

### Attività giudiziaria
Nel 1966 si laureò in giurisprudenza ed un anno più tardi vinse il concorso per entrare nella magistratura. Pretore di Ancona dal 1971 al 1986, da quell'anno fino al 1990 ha fatto parte del Consiglio superiore della magistratura. Nel 1990 venne nominato sostituto procuratore generale presso la Corte di cassazione e poco dopo sostenne l'accusa contro la Mafia al maxiprocesso di Palermo, istruito da Giovanni Falcone e Paolo Borsellino, cui era legato da profonda amicizia.

### Presidente della Regione Marche
Indipendente di sinistra, nel 1995 venne eletto consigliere regionale e presidente della regione Marche per L'Ulivo tra le file del Partito Democratico della Sinistra, incarico che gli venne confermato nel 2000 dal voto popolare. Nel 2005, dopo la vittoria del candidato del centrosinistra Gian Mario Spacca è ritornato in magistratura, riprendendo il suo incarico di sostituto procuratore generale.
Il 30 novembre 2013 è stato insignito del Premio Renato Benedetto Fabrizi dell'ANPI.